# Відкритий чемпіонат Франції з тенісу 1986
Відкритий чемпіонат Франції з тенісу 1986 — тенісний турнір, що проходив на відкритому повітрі на ґрунтових кортах Стад Ролан Гаррос у Парижі з 26 травня по 8 червня 1986 року. Це був 85-й Відкритий чемпіонат Франції і перший турнір Великого шолома в календарному році.

## Огляд подій та досягнень
Минулорічний чемпіон серед чоловіків Матс Віландер програв у третьому колі. Новим чемпіоном став Іван Лендл. Він виграв чемпіонат Франції удруге й здобув третю перемогу в турнірах Великого шолома.
У жінок Кріс Еверт відстояла титул. Ця перемога була для Кріс останньою, 18-ю, перемогою в турнірах великого шолома й 7-ю перемогою в Франції, що залишається рекордом з початку відкритої ери. Упродовж 13 років Еверт вигравала бодай один мейджор у рік.

## Результати фінальних матчів

### Дорослі
| Одиночний розряд. Чоловіки           |                                |                                |
| Іван Лендл                           | Мікаель Пернфорс               | 6–3, 6–2, 6–4                  |
|                                      |                                |                                |
| Одиночний розряд. Жінки              |                                |                                |
| Кріс Еверт                           | Мартіна Навратілова            | 2–6, 6–3, 6–3.                 |
|                                      |                                |                                |
| Парний розряд. Чоловіки              |                                |                                |
| Джон Фіцджеральд Томаш Шмід          | Стефан Едберг Андерс Яррід     | 6–3, 4–6, 6–3, 6–7(4-7), 14–12 |
|                                      |                                |                                |
| Парний розряд. Жінки                 |                                |                                |
| Мартіна Навратілова Андреа Темешварі | Штеффі Граф Габріела Сабатіні  | 6–1, 6–2                       |
|                                      |                                |                                |
| Мікст                                |                                |                                |
| Кеті Джордан Кен Флек                | Розалін Фербанк Марк Едмондсон | 3–6, 7–6(7-3), 6–3             |
|                                      |                                |                                |

## Виноски
1. ↑  Alan Trengove (10 червня 1986). Biased Crowd Goads Lendl To Convincing Win. The Sydney Morning Herald. Архів оригіналу за 30 березня 2021. Процитовано 18 грудня 2010.
2. ↑  Evert Lloyd Wins record 7th French Title. Tri-City Herald. Paris, France. 8 червня 1986.[недоступне посилання]
3. 1 2 3  WTA Tournament Archive – 1986 Roland Garros (PDF). WTA. Архів оригіналу (PDF) за 6 червня 2016. Процитовано 3 серпня 2017.
4. ↑  ATP – 1986 Roland Garros Men's Doubles Draw. ATP.